# فینلی کراسک
فینلی کراسک (انگلیسی: Finley Craske؛ زادهٔ ۲۰۰۲ یا ۲۰۰۳ (۲۱–۲۲ سال)) بازیکن فوتبال است.